# 小行星3943
小行星3943（英語：3943 Silbermann）是一颗围绕太阳公转的小行星。1981年9月3日，佛蒙特·伯根在陶腾堡发现了此天体。
这颗小行星的绝对星等为354.15823等。